# Ablerus pulchriceps
Ablerus pulchriceps is een vliesvleugelig insect uit de familie Aphelinidae. De wetenschappelijke naam is voor het eerst geldig gepubliceerd in 1899 door Zehntner.